# Carl Schenstrøm

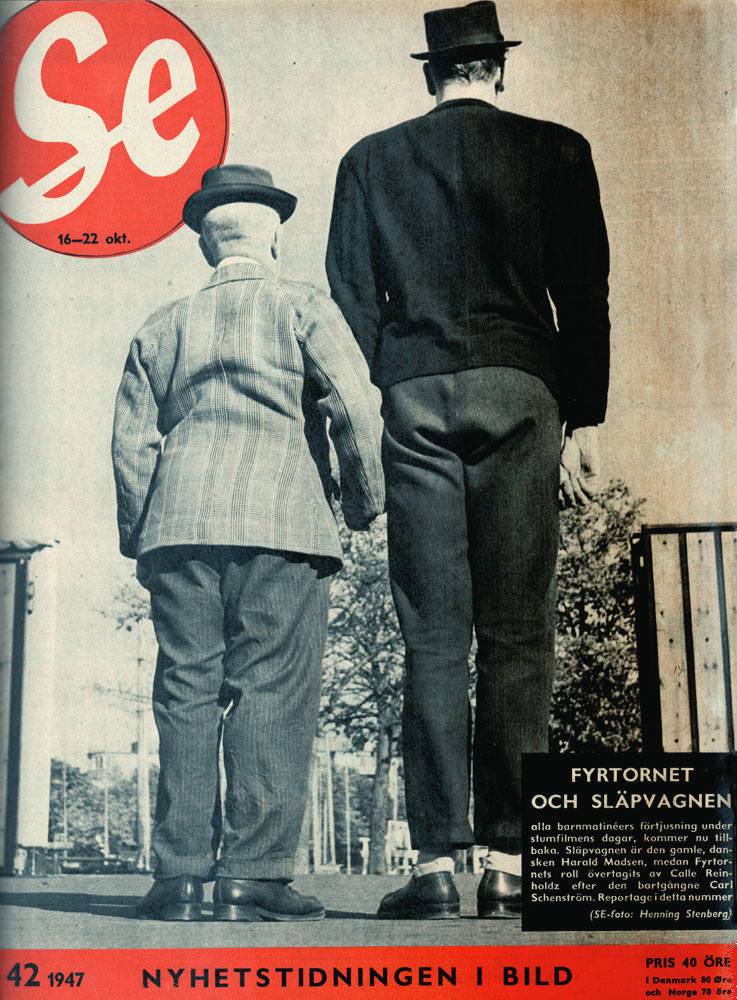
Fyrtornet och Släpvagnen. Carl Schenstrøm till höger.

Karl (Carl) Georg Harald Schenstrøm, mer känd som Fyrtornet, född 13 november 1881 i Köpenhamn, död 10 april 1942 i Köpenhamn, var en dansk skådespelare och revyaktör.
Schenstrøm bildade tillsammans med Harald Madsen komikerparet Fyrtornet och Släpvagnen (Fyrtårnet og Bivognen eller bara Fy og Bi på danska). De var särskilt populära under 1920-talet. Tillsammans gjorde de också minst sju skivinspelningar.

## Filmografi i urval
- 1912 – En moders kaerlighed
- 1919 – Hjertetyven
- 1918 – Mästerkatten i stövlar
- 1920 – En hustru till låns
- 1921 – Silkesstrumpan
- 1921 – Landsvägsriddare
- 1921 – Film, flirt och förlovning
- 1922 – Sol, sommar och studentskor
- 1923 – Han, hon, himmelriket
- 1925 – Polis Paulus' påskasmäll
- 1926 – Ebberöds bank
- 1937 – Bleka greven